# 韩晓嗳
韓曉噯（英文：Michell Lim Huei Sun，1996年9月20日—），原名林慧珊，祖籍福建，馬來西亞華人YouTuber、演员，來自雪蘭莪州巴生。
在2015 成立 HXA Entertainment (已於 2019 年 11 月結束) 並在 Youtube 拍攝不同類型的影片及 MV。在2020年參與賀歲電影《作戰啦！茶室總動員》。

## 電影演出
- 猛加拉殺手2.0 （2019年）
- 作戰啦！茶室總動員（2020年）
- 龙龙龙龙龙（2024年）
- 做个有钱人（2025年）

## 音樂作品
| 歌曲             | 日期       |
| ---------------- | ---------- |
| Free Gamer       | 13-01-2019 |
| MAYBE MAYBE      | 20-12-2019 |
| DRAMA QUEEN      | 14-02-2020 |
| 天天想和你在一起 | 28-06-2021 |
| 天菜             | 22-09-2022 |